# Triana (grup de rock)
Triana és un grup musical espanyol de rock progressiu andalús dels anys 1970 i principis dels 1980, format per Jesús de la Rosa Luque (Sevilla) (veu i teclats), Eduardo Rodríguez Rodway (Sevilla) (veu i guitarra) i Juan José Palacios "Tele" (Puerto de Santa María, Cadis) (bateria i percussió).

## Història
El propòsit inicial del grup és fondre el flamenc amb el rock progressiu, amb la vista posada en grups com Vanilla Fudge i els primers King Crimson. El contingut progressiu i experimental, de gran pes en els tres primers discos, es va diluint en els següents.
El Patio, el seu debut, té un gran èxit entre la joventut més inquieta, tot i comptar amb una promoció pràcticament nul·la. Conté dues cançons que es converteixen en clàssics del grup i creen escola dintre del rock andalús: «Abre la puerta» i «En el lago», evocació somiadora d'un viatge lisèrgic. El 1976 participaren en la segona edició del Canet Rock.
A Hijos del Agobio (1977), editat en un moment molt especial de la història d'Espanya, s'obren pas els temes polítics: exaltació de la llibertat ("La guitarra a la mañana le habló / de libertad", canten a Rumor) i al mateix temps desconfiança de la política organitzada ("Todos pretenden saber y decir lo que piensa usted / con elegantes palabras y el gesto duro a la vez. / Queremos elegir, / sin que nadie diga más / el rumbo que lleva a la orilla de la libertad": ¡Ya está bien!).
Sombra y luz (1979) té més del primer disc. La música és més fosca i experimental que en els discos anteriors, amb elements de jazz (Sombra i luz) i major presència de la guitarra elèctrica (Una història). Només un dels temes (Quiero contarte, reescriptura en certa manera de Abre la puerta) manté certa frescor pop.
Després d'aquesta trilogia progressiva, el grup es perd en el seu camí cap a una sonoritat més comercial. No obstant això, té encara encerts tan notables com el senzill Tu frialdad (1980), el seu únic número u a les llistes, i Llegó el día (1983), el tema més llarg mai gravat pel grup, que dona títol al seu últim àlbum.
La mort en accident de circulació de Jesús de la Rosa el 14 d'octubre de 1983 posa fi a la vida creativa del grup. Eduardo Rodríguez Rodway va iniciar una breu carrera en solitari i Juan José Palacios "Tele" va tornar als escenaris amb el nom del grup, traient el 1995 el recopilatori Triana una Historia, al costat d'un vídeo documental. Li van seguir dos discos amb noves cançons, que no van tenir bona acollida: Un jardín eléctrico (1997) i En libertad (1999).
Aquesta nova formació de Triana incloïa a "Tele" a la bateria, Juan Regna a la veu i guitarra flamenca, Julián Planet i Luis Cobo Manglis a la guitarra elèctrica, Jesús Arispont al baix i Rafael de Guillermo als teclats.
A la matinada del 8 de juliol de 2002 Tele va ingressar a l'hospital Ramón y Cajal de Madrid per a ser operat d'un trencament de l'artèria aorta, sense que es pogués salvar la seva vida. Per tant, Eduardo és actualment l'únic component viu de la formació original del grup.

## Discografia
Originals
- El Patio (1975)
- Hijos del Agobio (1977)
- Sombra y luz (1979)
- Un encuentro (1980)
- Un mal sueño (1981)
- Llegó el día (1983)

Recopilacions
- Quinto Aniversario (1988)
- Triana 92 (1991)
- Una Historia (1995)
- Una Historia De La Luz Y De La Sombra (2000)
- Sé De Un Lugar (2004)
- Quiero contarte (2008)

A finals dels 90, el bateria original de Triana va reformar el grup amb nous membres. Aquesta nova formació ha editat tres discos, l'últim d'ells gravat ja després de la mort de Tele: Un Jardín Eléctrico (1997), En libertad (1999) i Un Camino Por Andar (2007).